# Друцьк (герб)
Друцьк — спільний родовий герб, яким послуговувалися численні гілки руських князів Друцьких у Великому князівстві Литовському.

## Опис
На червоному щиті — срібний меч руків'ям вгору, по обидва боки меча — чотири золоті півмісяці.

## Походження
Ймовірно, є результатом еволюції тамгоподібних знаків Рюриковичів.

## Гербовий рід
Гербовий рід включає 28 сімей: 
пол. Drucki-Lubecki, Drucki, Lubecki, Horski, Czerkaski, Tołoczyński; Baba, Babicz, Burniewski, Chorski, Churski, Dudakowski, Konopla, Ojezierski, Osiemiatycz, Osowicki, Ossowicki, Ozierecki, Puciatczycz, Siekira, Szyszewski, Widenicki, Wideniecki, Widynicki, Widyniecki, Zubrewicki, Zubrewicz, Zubrewiecki
(укр. Друцькі-Любецькі, Друцькі, Любецькі, Горські, Черкаські, Толочинські; Баби, Бабичі, Бурневські, Хорські, Хурські, Дудаковські, Коноплі, Оезерські, Осемятичі, Осовицькі, Оссовицькі, Озерецькі, Пуцятчичі, Секири, Шишевські, Виденицькі, Виденецькі, Видиницькі, Видинецькі, Зубревицькі, Зубревичі, Зубревецькі)